# Den Korte Avis
Den Korte Avis är en dansk nättidning som grundades den 29 januari 2012. Tidningens chefredaktör är debattören och litteraturvetaren Ralf Pittelkow. Bland de övriga redaktörerna märks Karen Jespersen, som är före detta socialminister och inrikesminister i Danmark.